# Nguyễn Minh Hiếu
Nguyễn Minh Hiếu (ur. 5 czerwca 1999) – wietnamski zapaśnik walczący w stylu klasycznym. Triumfator igrzysk Azji Południowo-Wschodniej w 2021. Wygrał mistrzostwa Azji Południowo-Wschodniej w 2023 roku.